# Daniellia klainei
Daniellia klainei là một loài rau đậu thuộc họ Fabaceae.
Loài này có ở Cameroon và Gabon.